# Arturo a los 30
Arturo a los 30 (internationaler Titel About Thirty) ist ein argentinischer Film von Martín Shanly, der auch die Hauptrolle übernahm. Der Film hatte seine Weltpremiere am 18. Februar 2023 in der Sektion „Forum“ der Berlinale.

## Handlung
Kurz vor dem Ausbruch der Pandemie wird in Buenos Aires eine Hochzeit gefeiert. Arturo, ein Mann in den Dreißigern, steht unentschlossen vor der Kirche, durch eine Häufung von Fehltritten hat er es sich mit seinen Freunden und auch dem Hochzeitspaar verscherzt.
Auf dem Weg zur anschließenden Hochzeitsparty bietet Arturo einer Freundin einen Joint an, das Auto überschlägt sich und die Gruppe setzt ihren Weg unverletzt zu Fuß fort. Als die Freunde einen Taxistand auf der anderen Straßenseite entdecken, wird Arturo von der Gruppe getrennt, da er sich nicht über die Straße traut. Verspätet trifft er bei der Party ein, wo er feststellen muss, dass er nicht auf der Gästeliste steht. Er verschafft sich über ein Seitenfenster Zutritt und beginnt, sich zu betrinken. Nach einer kurzen romantischen Begegnung auf der Herrentoilette beschließt Arturo noch zu bleiben und gibt schließlich einer der Bedienungen im Garten einen Blowjob – just in dem Moment, als die Gesellschaft hinaustritt, um das Feuerwerk zu betrachten.
Die Rahmenhandlung wird von Rückblenden unterbrochen, in denen der Film den Tagebucheinträgen Arturos folgt. Sie zeigen Episoden aus dem Leben, etwa die Fahrdienste für seine kleinere Schwester, die ihm gleichgültig gegenübertritt, die Busreise nach Patagonien mit seinem trans Mitbewohner auf der Suche nach dessen leiblicher Mutter oder die Generalprobe eines Theaterstücks, in das autobiografische Elemente seines Lebens eingeflossen sind. Arturos Stimme aus dem Off strukturiert die Geschehnisse.

## Produktion
Nach Juana a los 12 / About Twelve (2014) ist Arturo a los 30 Shanlys zweite Regiearbeit. Bereits in seinem ersten Film stand ein Charakter im Mittelpunkt, der sich nicht so verhielt, wie man es für sein Alter erwarten würde. Es sei interessant gewesen, die Auswirkungen zu erforschen, die unverarbeitete Trauer auf eine Person haben kann. Die komödiantischen Elemente des Films bieten hierbei die Möglichkeit zur Auflockerung.
Die Dreharbeiten begannen 2017 und waren aufgrund der Pandemie und finanzieller Schwierigkeiten erst 2022 abgeschlossen. Diese Erfahrung sei frustrierend gewesen, aber durch den langen Zeitraum zwischen den Drehs würden die Flashbacks sehr realistisch wirken.

## Auszeichnungen
Der Film konkurriert im Rahmen der Berlinale um den vom Bundesverband kommunale Filmarbeit und filmdienst.de gestifteten Caligari-Filmpreis, der mit 4.000 Euro dotiert ist. Zudem ist der Film in der Auswahl für einen Teddy Award als Bester Langfilm.